# Port lotniczy Uchta
Port lotniczy Uchta (IATA: UCT, ICAO: UUYH) – port lotniczy położony 5 km na wschód od Uchty, w pobliżu Sosnogorska, w Republice Komi, w Rosji.

## Kierunki lotów i linie lotnicze
| Linia lotnicza        | Kierunek                                                         |
| --------------------- | ---------------------------------------------------------------- |
| Komiaviatrans         | 1. Moskwa-Domodiedowo 2. Sankt Petersburg 3. Syktywkar 4. Usinsk |
| Severstal Air Company | 1. Sankt Petersburg                                              |